# Stolperstein in Büdelsdorf

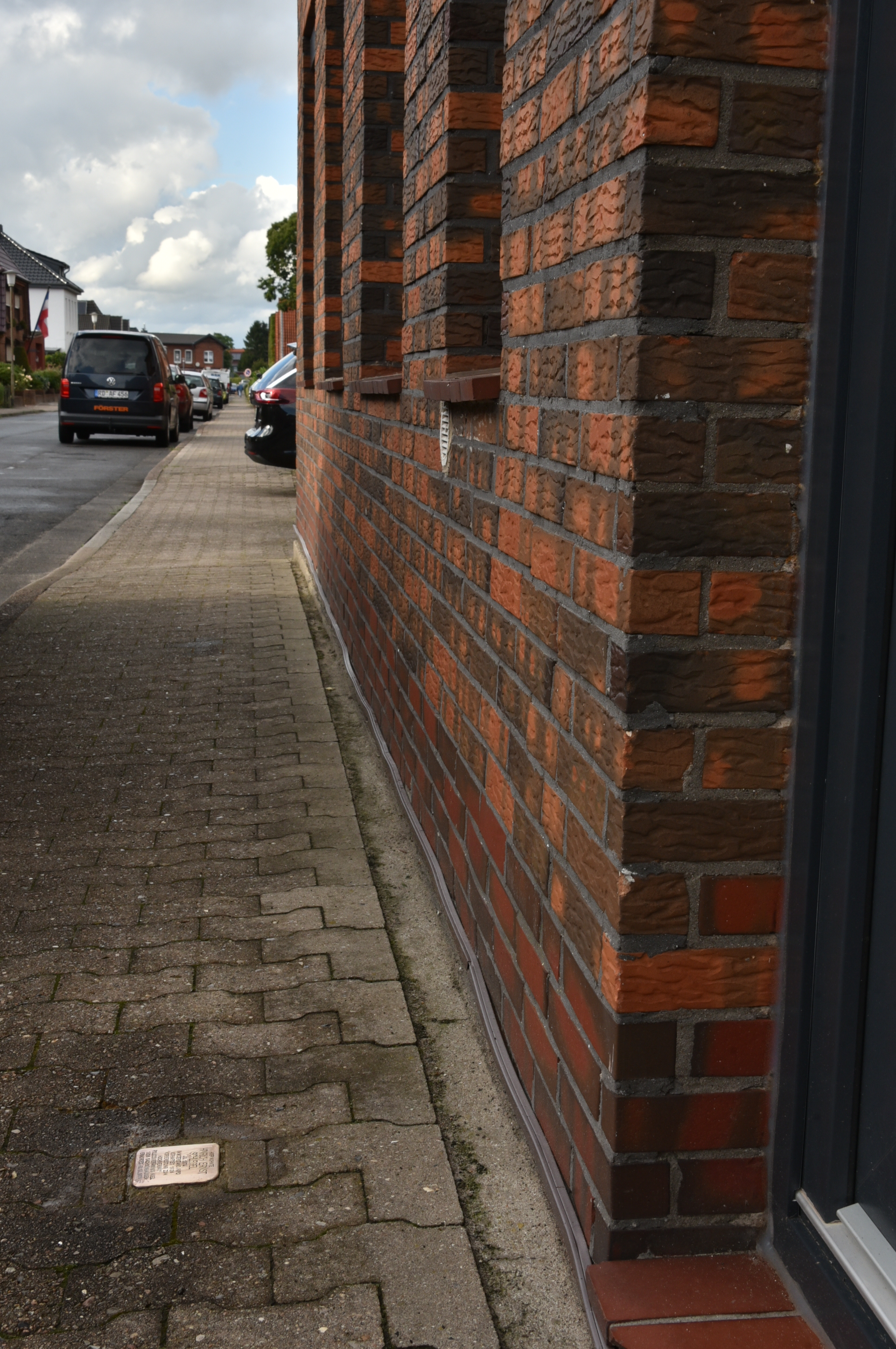
Stolperstein für Hinrich Ernst Schlegel

Der Stolperstein in Büdelsdorf ist Hinrich Ernst Schlegel gewidmet. Stolpersteine werden vom Kölner Künstler Gunter Demnig in weiten Teilen Europas verlegt. Sie erinnern an das Schicksal der Menschen, die von den Nationalsozialisten ermordet, deportiert, vertrieben oder in den Suizid getrieben wurden und liegen im Regelfall vor dem letzten selbstgewählten Wohnsitz des Opfers.

## Stolperstein
| Stolperstein | Inschrift | Verlegeort        | Name, Leben |
| ------------ | --- | ----------------- | --- |
|              | HIER WOHNTE HINRICH ERNST SCHLEGEL GEB. 1874 IM WIDERSTAND / KPD VERHAFTET 1936 'VORBEREITUNG ZUM HOCHVERRAT' POLIZEIGEFÄNGNIS KIEL 1938 SACHSENHAUSEN ERMORDET 2.12.1938 | Kirchenstraße 4 · | Hinrich Ernst Schlegel wurde 1874 geboren. Er war Mitglied der KPD und im Widerstand tätig. Im Jahr 1936 wurde er wegen "Vorbereitung zum Hochverrates" verhaftet und im Polizeigefängnis Kiel inhaftiert. Er wurde in das KZ Sachsenhausen deportiert. Hinrich Ernst Schlegel wurde dort am 2. Dezember 1938 ermordet. |

## Verlegung
Der bislang einzige Stolperstein in der schleswig-holsteinischen Stadt Büdelsdorf wurde am 12. August 2013 vom Künstler persönlich verlegt.